# 1 Broadway

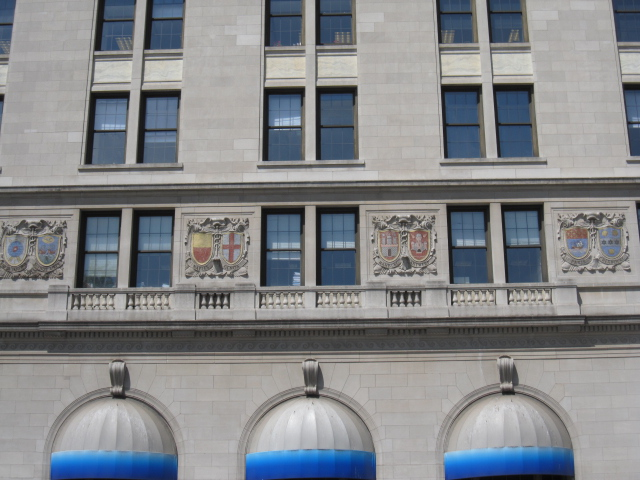
De wapenschilden van de belangrijke havensteden.

1 Broadway is een kantoorgebouw in de Amerikaanse stad New York. De zuidgevel van het gebouw kijkt uit over Battery Park en de oostgevel over Broadway. Het gebouw stond vroeger bekend als het United States Lines-Panama Pacific Lines Building. De huidige naam verwijst naar het adres van het kantoorgebouw. 

## Geschiedenis
De locatie van 1 Broadway is vooral bekend omdat daar aan het einde van de achttiende eeuw het Kennedy House stond. Dit gebouw huisvestte het hoofdkwartier van generaal George Washington. In 1884 ontwierp Edward H. Kendall het Washington Building, een sierlijk kantoorgebouw. Het gebouw werd in 1920 gekocht door de International Mercantile Company (later de United States Lines) en grondig verbouwd en voorzien van een nieuwe gevel volgens de plannen van Walter B. Chambers. Tegenwoordig wordt de begane grond van het gebouw gehuurd door een filiaal van de Citibank en de bovenste verdiepingen door Kenyon & Kenyon, een onroerendgoedadvocatenbureau. 

## Architectuur
Aangezien het gebouw vroeger eigendom was van een rederij is het versierd met allerlei versieringen die aan de zee herinneren. De hoofdingang is omgeven door schelpen en zee-iconen, de ramen op de tweede verdieping worden afgewisseld met Venetiaanse mozaïeken die wapenschilden van belangrijke havensteden voorstellen. Binnen in het gebouw is een kompas prominent afgebeeld op de marmeren vloer, en twee enorme muurschilderingen verbeelden scheepvaartroutes. De voormalige reserveringsruimte is geïnspireerd op een achttiende-eeuwse balzaal, met zuilen en balustrades en vier imposante kroonluchters.